# Emil Grandell
Johan Emil Grandell, född 5 december 1889 i Västerås, död 20 maj 1963 i Västerås, var en svensk friidrottare (kortdistanslöpning) som tävlade för klubben IFK Västerås.
Vid OS i Stockholm 1912 blev han utslagen i försöken på 200 meter.